# Snowboard ai II Giochi olimpici giovanili invernali
Le gare di snowboard dei II Giochi olimpici giovanili invernali si sono svolte alla Kanthaugen Freestyle Arena di Lillehammer e al centro sciistico di Hafjell, in Norvegia, dal 14 al 20 febbraio 2016.

## Podi

### Ragazzi
| Evento          | Oro         | Punti       | Argento       | Punti        | Bronzo                  | Punti                   |
| Slopestyle      | Jake Pates  | 94,75 pt.   | Vlad Khadarin | 90,25 pt.    | Rene Rinnekangas        | 87,75 pt.               |
| Halfpipe        | Jake Pates  | 93,00 pt.   | Nikolas Baden | 85,25 pt.    | Tit Stante              | 80,25 pt.               |
| Snowboard cross | Jake Vedder | Jake Vedder | Alex Dickson  | Alex Dickson | Sebastian Pietrzykowski | Sebastian Pietrzykowski |

### Ragazze
| Evento          | Oro         | Punti       | Argento         | Punti          | Bronzo           | Punti            |
| Slopestyle      | Chloe Kim   | 88,25 pt.   | Elli Pikkujämsä | 82,25 pt.      | Henna Ikola      | 79,25 pt.        |
| Halfpipe        | Chloe Kim   | 96,50 pt.   | Emily Arthur    | 90,00 pt.      | Jeong Yu-Rim     | 84,50 pt.        |
| Snowboard cross | Manon Petit | Manon Petit | Sophie Hediger  | Sophie Hediger | Caterina Carpano | Caterina Carpano |

### Misti
All'evento misto hanno partecipato atleti di snowboard e di freestyle
| Evento                        | Oro                                                                     | Argento                                                                  | Bronzo                                                                            |
| Ski-Snowboard cross a squadre | Germania Jana Fischer Celia Funkler Sebastian Pietrzykowski Cornel Renn | Svizzera Sophie Hediger Talina Gantenbein Pascal Bitschnau Sascha Rueedi | Squadra mista 4 Daryna Kyrychenko Veronica Edebo Valentin Miladinov David Mobaerg |